# Hyperolius robustus
Hyperolius robustus es una especie de anfibios de la familia Hyperoliidae.
Es endémica de República Democrática del Congo.
Su hábitat natural incluye bosques tropicales o subtropicales secos y a baja altitud, pantanos, marismas de agua dulce, corrientes intermitentes de agua dulce, jardines rurales y zonas previamente boscosas ahora degradadas.

## REFERENCIAS
- Schiøtz, A. 2004.  Hyperolius robustus.   2006 IUCN Red List of Threatened Species.   Consultado el 22 de julio de 2007.